# 게오르크 트라클
게오르크 트라클(독일어: Georg Trakl, 1887년 2월 3일 ~ 1914년 11월 3일)은 오스트리아의 시인이다. 잘츠부르크에서 철재상인인 아버지 토비아스 트라클과 어머니 마리 트라클의 여섯 째 자녀 가운데 넷째로 태어났다. 표현주의 시작으로 널리 알려져 있다.

## 생애
27세라는 짧은 나이에 자살로 생을 마감한 트라클은 한 평생을 고독과 우울 속에서 보냈다. 청소년기에 조현병 증세를 보인 트라클은 샤를 보들레르의 《악의 꽃》을 좋아했고 그 영향으로 마약을 탐닉하였다. 결국 트라클은 약물 과다 복용으로 자살하였다.

## 우리말 번역
- 박술 옮김, 《몽상과 착란》, ITTA, 2020년 4월 20일(완역)
- 김재혁 옮김, 《푸른 순간, 검은 예감》, 민음사, 2020년 8월 30일(선역)

## 같이 보기
- 오스트리아의 작가 목록